# Trobelsdorf
Trobelsdorf ist ein Ortsteil der Stadt Rötz im Landkreis Cham des Regierungsbezirks Oberpfalz im Freistaat Bayern.

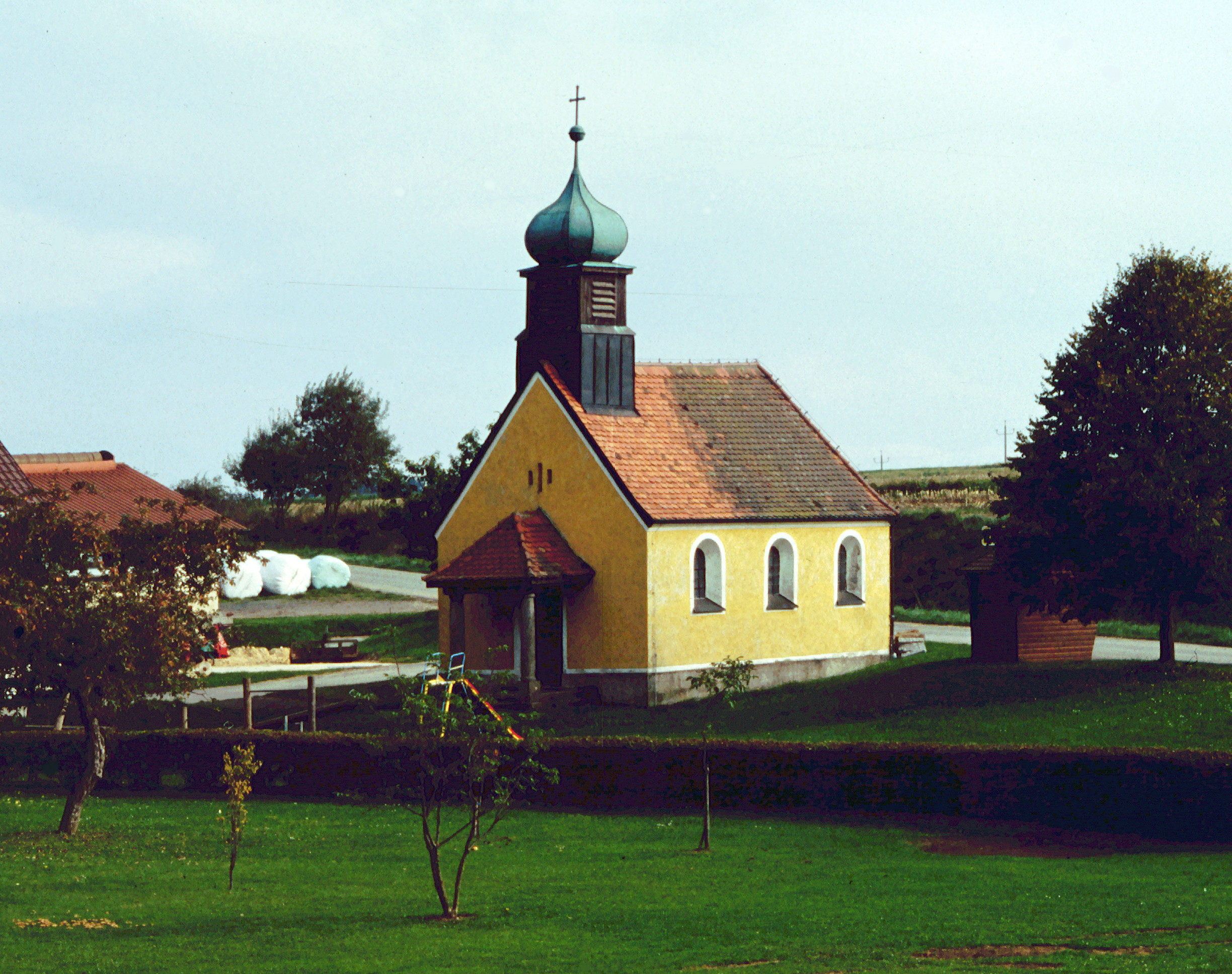
Trobelsdorf Kapelle

## Geografie
Trobelsdorf liegt 1,5 Kilometer nördlich der Bundesstraße 22, 330 Meter westlich der Staatsstraße 2150 und 2 Kilometer nordöstlich von Rötz. 440 Meter südwestlich von Trobelsdorf fließt der Rötzer Bach nach Süden der Schwarzach zu. 420 Meter nördlich fließt der Steinbach nach Westen dem Rötzer Bach zu.

## Geschichte
Trobelsorf (auch: Draboltzstorff, Drabelstorff, Drobelsdorff, Droblstorff, Drobelsdorf) gehört zu den -dorf-Orten. Die Ortsnamenforschung kennzeichnet die auf -dorf endenden Ortsnamen als Gründungen aus dem 9. bis 12. Jahrhundert. Solche Ortsnamen treten in der Umgebung von Rötz gehäuft auf.
1292 tauschte Reinboto von Schwarzenburg mit dem Kloster Schönthal zwei Höfe in Güttenberg und Trobelsdorf gegen zwei Höfe in Berndorf und Grafenkirchen.
1331 wurde Trobelsdorf im Teilungszettel Heinrich XV. erwähnt.
Im Jahr 1505 wurde Trobelsdorf erwähnt. Im Jahr 1522 gehörten Untertanen in Trobelsdorf zum Kastenamt Rötz. 1522 erschien Trobelsdorf mit 4 Untertanen des Amtes Rötz. In einem Verzeichnis von 1588 wurden Mannschaften in Trobelsdorf als zur Frais Schwarzenburg gehörig aufgeführt.
In der Steueranlage von 1630 wurde das Pflegamt Rötz in vier Viertel eingeteilt. Dabei gehörte Trobelsdorf zum 3. Viertel. 1630 wurden für Trobelsdorf 2 Höfe verzeichnet und zur Hofmark Thanstein ebenfalls 2 Höfe.
1808 gab es in Trobelsdorf 4 Anwesen und 2 Anwesen, die zum Niedergericht und zur Grundherrschaft Thanstein gehörten.
1808 wurde die Verordnung über das allgemeine Steuerprovisorium erlassen. Mit ihr wurde das Steuerwesen in Bayern neu geordnet und es wurden Steuerdistrikte gebildet. Dabei kam Trobelsdorf zum Steuerdistrikt Premeischl. Der Steuerdistrikt Premeischl bestand aus den Dörfern Arnstein und Premeischl, den Weilern Berndorf und Trobelsdorf und der Einöde Eglshöf.
1820 wurden im Landgericht Waldmünchen Ruralgemeinden gebildet. Dabei kam Trobelsdorf zur landgerichtlichen Ruralgemeinde Berndorf. Die Gemeinde Berndorf bestand aus den beiden Dörfern Berndorf mit 12 Familien und Trobelsdorf mit 6 Familien und der Einöde Egelshöf mit 3 Familien. 1836 wurde die Vereinigung der Gemeinden Berndorf und Gmünd beantragt. Dies wurde von der Regierung nicht genehmigt. 1945 wurde die Gemeinde Berndorf mit Trobelsdorf und Egelshöf in die Stadt Rötz eingegliedert.
Trobelsdorf gehört zur Pfarrei Rötz. 1997 hatte Berndorf 32 Katholiken.

## Einwohnerentwicklung ab 1820
| Jahr | Einwohner  | Gebäude |
| ---- | ---------- | ------- |
| 1820 | 6 Familien | k. A.   |
| 1838 | 70         | 6       |
| 1861 | 52         | 20      |
| 1871 | 39         | 29      |
| 1885 | 47         | 7       |
| 1900 | 51         | 7       |
| 1913 | 46         | 7       |

| Jahr | Einwohner | Gebäude |
| ---- | --------- | ------- |
| 1925 | 39        | 7       |
| 1950 | 48        | 6       |
| 1961 | 33        | 6       |
| 1970 | 36        | k. A.   |
| 1987 | 30        | 7       |
| 2011 | 32        | k. A.   |